# Ingrid Peters
Ingrid Peters (ur. 19 kwietnia 1954 w Dudweiler jako Ingrid Probst) – niemiecka piosenkarka i prezenterka telewizyjna.

## Życiorys
W 1962 roku wygrała casting na rolę w sztuce Peterchens Mondfahrt w Saarländisches Staatstheater w Saarbrücken. W I połowie lat 70. była wokalistką zespołu New Power, a w październiku 1975 nagrała pierwszy solowy album Hands off Harry Schmidt. Nie został on nigdy oficjalnie wydany, lecz rok później ukazał się longplay Komm doch mal rüber. Jej kolejny album, Schwarz und Weiss, zawierał utwór Afrika, będący coverem piosenki Africa francuskiej piosenkarki Rose Laurens, który w 1983 dotarł na szczyt listy przebojów ZDF i był na niej notowany przez dziesięć tygodni.
W 1986 została reprezentantką Niemiec w 31. Konkursie Piosenki Eurowizji z piosenką Über die Brücke Geh'n, skomponowaną przez Hansa Blüma. Zajęła ósme miejsce, uzyskując 62 punkty.
W latach 1987–1994 prowadziła program telewizyjny Die sechs Siebeng'scheiten dla telewizji Südwestfunk oraz audycje radiowe dla Saarländischer Rundfunk.
W 2021 ogłosiła zakończenie kariery muzycznej.

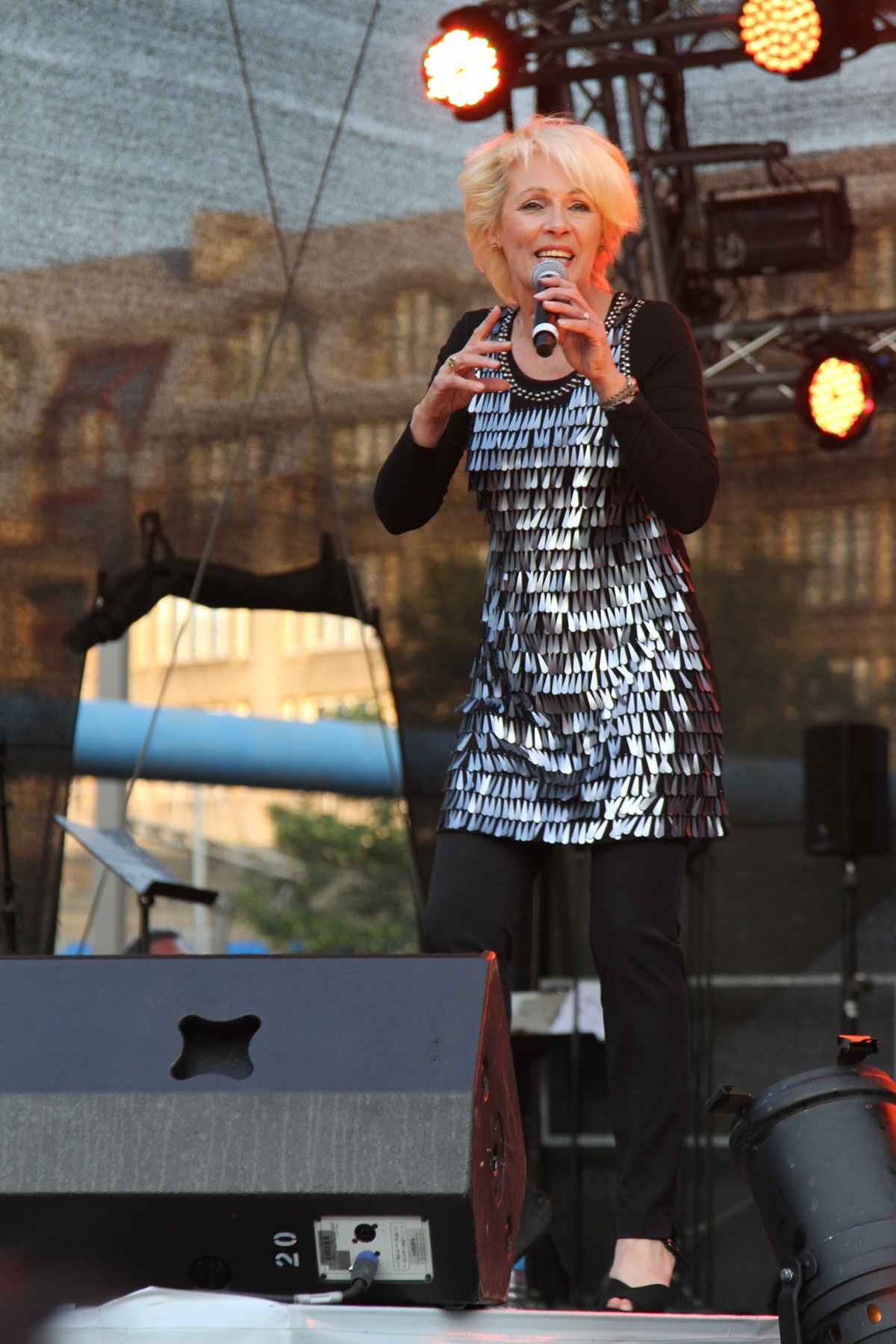
Ingrid Peters podczas koncertu (2011)

## Dyskografia
Albumy:
- Komm Doch Mal ’Rüber, 1976
- Schwarz und Weiss, 1984
- Über die Brücke Geh'n..., 1986
- Aufgewacht, 1995
- Weihnachten Daheim, 1999
- Musik Ist Gefühl, 2000
- Gänsehaut, 2002
- Mit Meinen Augen, 2005
- Es Trommelt, 2009
- Lass Es Rocken, 2012